# 维罗杰国家公园
维罗杰国家公园是柬埔寨的一座国家公园，位于柬埔寨东北部，其地域覆盖了腊塔纳基里、上丁两个省。
该公园是柬埔寨仅有的两座东盟文化遗产公园之一。其管理中心位于云晒县。